# Cleistes tamboana
Cleistes tamboana é uma espécie de orquídea terrestre de folhas alternadas e flores grandes que abrem em sucessão, com raízes tuberosas delicadas, do noroeste do Equador.